# Anolis alutaceus
Anolis alutaceus är en ödleart som beskrevs av  Cope 1861. Anolis alutaceus ingår i släktet anolisar, och familjen Polychrotidae. Inga underarter finns listade i Catalogue of Life.